# Lac Kariba

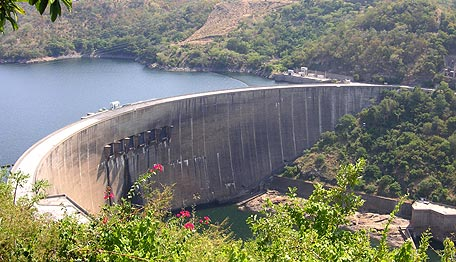
Le barrage de Kariba.

Le lac Kariba est un grand lac artificiel, partagé par la Zambie et le Zimbabwe. Il est né avec la construction du barrage de Kariba, conçu par l'ingénieur français André Coyne et réalisé par l'entreprise italienne Torno Internazionale SpA, entre 1955 et 1959. La fermeture des vannes du barrage a eu lieu le 2 décembre 1958, la date officielle du remplissage étant le 22 janvier 1959. L'inauguration a été faite par la reine-mère Elizabeth Bowes-Lyon le 17 mai 1960. Le lac fait 220 km de long et jusqu'à 40 km de large et couvre une surface de 5 400 km2. Sa profondeur est en moyenne de 31 m pour un maxima de 78 m. Le lac comprend 190 îles au Zimbabwe et 103 en Zambie, l'ensemble des îles couvrant une superficie de 147 km2 et 604 km de littoral.
Situé au sud de Lusaka, ce lac est bordé d'une côte sauvage et peu habitée. C'est du côté zimbabwéen que se trouvent la majeure partie des rares installations touristiques.

## Faune

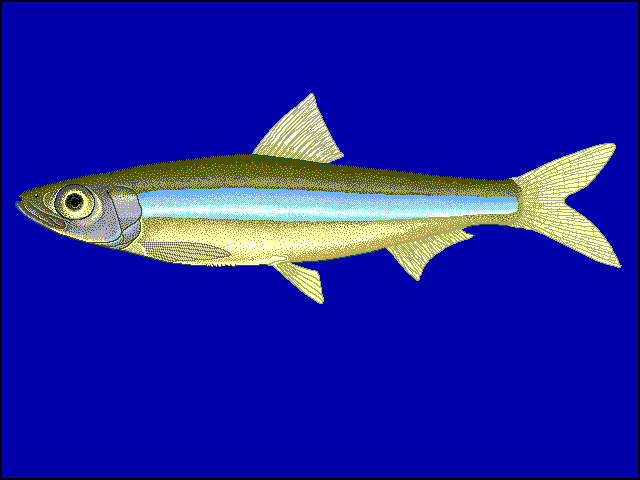
La sardine du lac Tanganyika (Limnothrissa miodon), une des espèces introduites dans le lac Kariba.

On a dénombré au moins 41 espèces de poissons (Kenmuir, 1983), dont une anguille (Anguilla bengalensis), un clupéidé — la sardine du lac Tanganyika (Limnothrissa miodon), introduite du lac Tanganyika en 1967 —, quatre mormyridés, quatre characidés dont l'imberi (Brycinus imberi), deux distichodontidés — le nkupe (Distichodus mossambicus) et le chessa (Distichodus schenga) — , deux schilbeidae et deux clariidés, dont le vundu (Heterobranchus longifilis), de très grande taille,  un poisson-chat électrique (Malapterurus electricus), deux mochokidés, 10 cyprinidés dont six barbeaux, un cyprinodontidé et 11 cichlidés.

## Activité sismique
Depuis sa construction et son remplissage, la région a subi de nombreux tremblements de terre, vingt d'entre eux dépassaient 5 sur l'échelle de Richter. Selon certaines hypothèses cette activité sismique serait due à la pression interstitielle qu'exerce l'énorme masse d'eau du lac (environ 200 milliards de tonnes). L'histoire sismique de la région avant la construction du barrage n'est pas bien connue, mais on sait qu'un tremblement de terre de magnitude 6,0 a été enregistré en mai 1910, ce qui tendrait à prouver l'existence d'une activité sismique avant la construction du barrage. L'influence du lac sur l'activité sismique dans la région n'a pas encore clairement été démontrée.